# Andriejewka (prielestnienskoje sielskoje posielenije)
Andriejewka (ros. Андреевка) – wieś w Rosji, w obwodzie biełgorodzkim, w rejonie prochorowskim. W 2010 liczyła 50 mieszkańców.